# Rivière Doucet (rivière Jeannotte)
Pour les articles homonymes, voir Doucet.
La rivière Doucet est un affluent de la rive sud du Lac au Lard, dans le bassin versant de la rivière Jeannotte, dans le territoire de l'Agglomération de La Tuque et de Lac-Lapeyrère, dans la région administrative de la Mauricie, dans la province de Québec, au Canada. Cette rivière coule dans la zec de la Bessonne.
Le cours de ce ruisseau descend du côté ouest de la rivière Batiscan et du côté est de la rivière Saint-Maurice. Cette rivière fait partie du bassin versant de la rivière Batiscan laquelle serpente généralement vers le sud, jusqu’à la rive nord du fleuve Saint-Laurent.
Ce bassin versant est surtout desservi par le chemin du lac au Lard qui passe du côté est de cette vallée.
Depuis le milieu du XIXe siècle, la foresterie a été l’activité prédominante du bassin versant de la rivière Doucet ; les activités récrétouristiques, en second,.
La surface de la rivière Doucet (sauf les zones de rapides) est généralement gelée de début décembre à fin mars. Toutefois, la circulation sécuritaire sur la glace se fait généralement de fin décembre à début mars. Le niveau de l'eau de la rivière varie selon les saisons et les précipitations.

## Géographie
La rivière Doucet tire sa source du lac Perdrix (longueur : 2,2 km ; altitude : 365 m) situé dans La Tuque. L'embouchure de ce lac est située à 27,2 km au sud du centre du village de Lac-Édouard, à 24,0 km au nord-est du centre-ville de La Tuque et à 10,8 km au nord-est du lac Wayagamac.
La rivière Doucet se déverse dans l'agglomération de La Tuque, au fond d’une baie de la rive sud du lac au Lard. Cette confluence de la rivière Doucet est située à :
- 11,5 km à l'ouest de la confluence de la rivière Jeannotte et de la rivière Batiscan ;
- 7,1 km au sud de la confluence du ruisseau du Lac au Lard et de la rivière Jeannotte ;
- 11,2 km au sud-est du Petit lac Wayagamac ;
- 42,2 km au sud du centre du village de Lac-Édouard ;
- 33,8 km au sud-est du centre-ville de La Tuque[2].

À partir de l’embouchure, le courant traverse vers le nord sur 3,4 km le lac au Lard (longueur : 6,9 km ; altitude : 321 m), descend successivement vers le nord-est sur 1,9 km le cours du ruisseau du lac au Lard, vers le sud puis vers l’est sur 20,8 km le cours de la rivière Jeannotte, et sur km le cours de la rivière Batiscan laquelle se déverse sur la rive nord-ouest du fleuve Saint-Laurent.

## Toponymie
Le terme Doucet s’avère un patronyme de famille d’origine française. Le toponyme Rivière Doucet a été officialisé le 3 avril 1986 à la Commission de toponymie du Québec.